# 亨特法

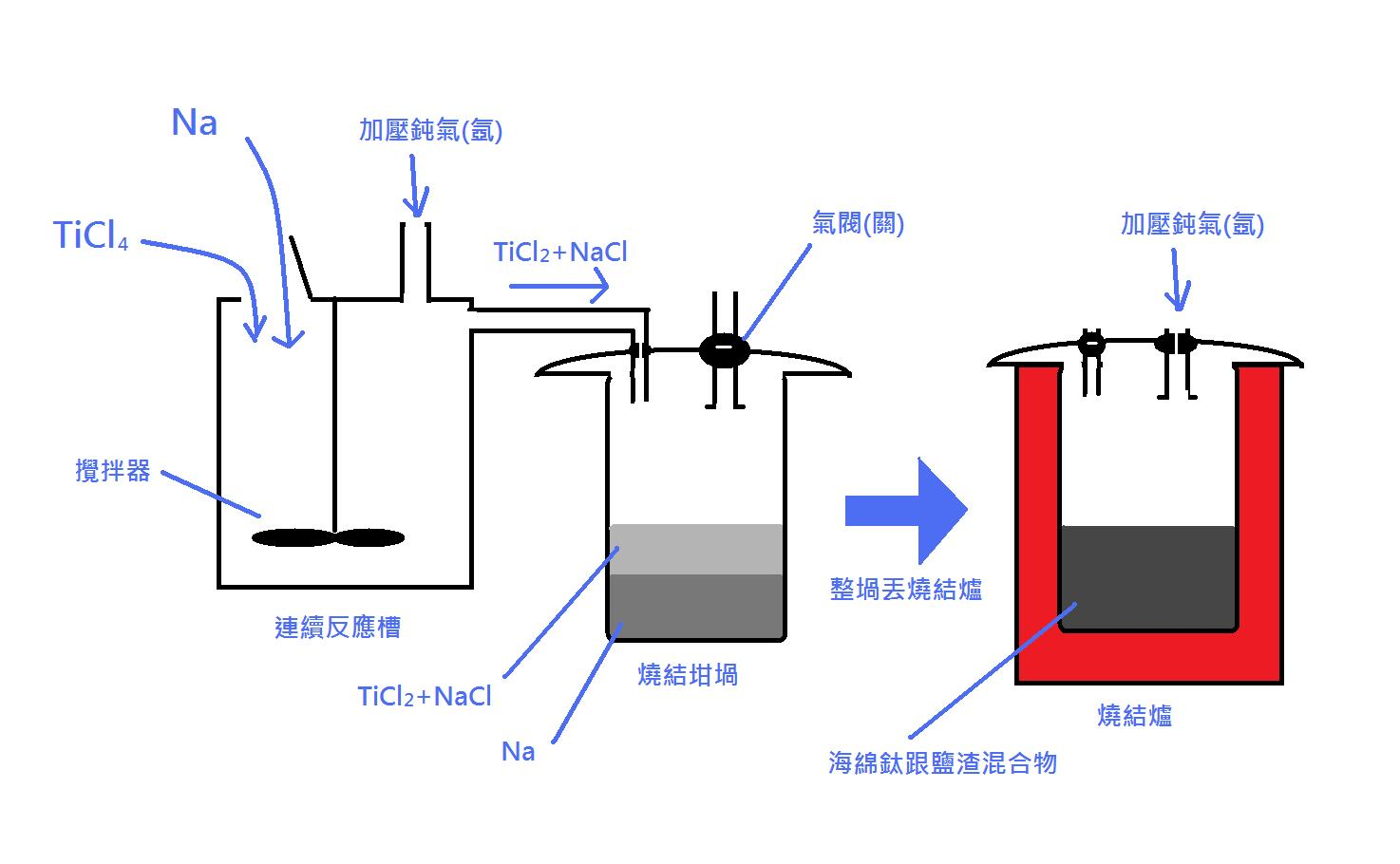
亨特法示意圖，1957年阿士塔布拉的RMI公司就是用這種方法生產鈦，連續反應槽的溫度約為232 °C，燒結時反應溫度低於1037 °C

亨特法（Hunter process）是第一種能夠提煉高純度延性金屬鈦的工業製程。1910年由紐西蘭裔美籍化學家馬修·亞伯特·亨特（Matthew A. Hunter）發現。  該製程使用鈉在700–800 °C的鋼製容器中還原四氯化鈦（TiCl4）得到高純度的鈦。
總反應式如下
TiCl4  +  4 Na   →   4 NaCl  + Ti
亨特法從反應可略分為兩步驟
TiCl4  +  2 Na   →   2 TiCl2  + 2 NaCl(第一步驟，連續反應槽反應)
TiCl2  +  2 Na   →    Ti  + 2 NaCl(第二步驟，坩鍋燒結反應)
由於連續反應槽中的反應為放熱反應，會釋放大量熱量。因此，若能將第一步驟的多餘熱量傳遞給需要較高溫度的第二步驟，將可有效節約能源並提升溫控能力。
在亨特法之前，提煉鈦的製程都只能提供純度不高的鈦材料，通常只能生產氮化鈦。然而自從1940年用鎂還原四氯化鈦的克羅爾法出現之後，亨特法的經濟效益已然相形見絀而被日漸取代。